# Sfigmomanometro

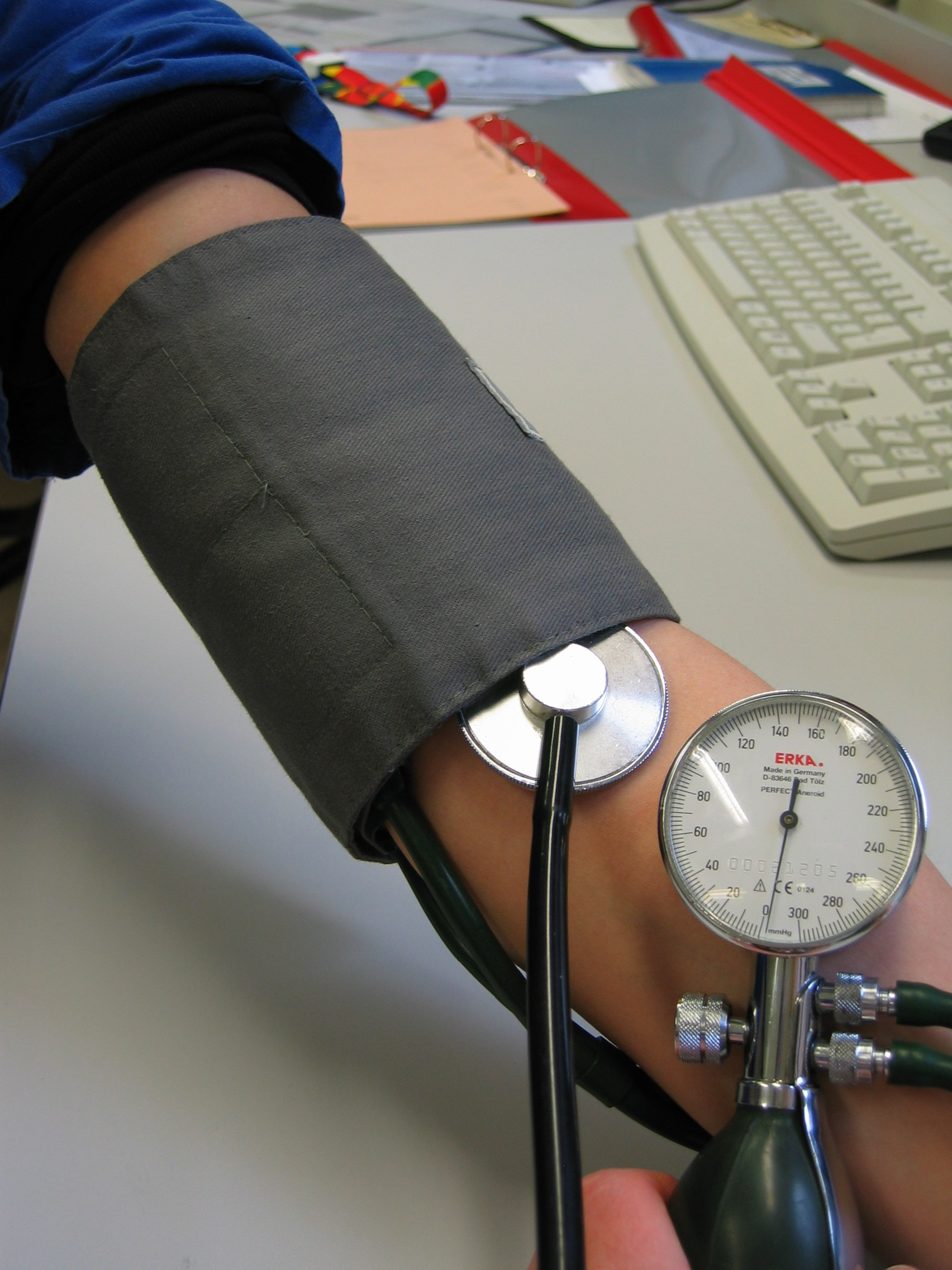
Misura della pressione arteriosa con metodo indiretto

Lo sfigmomanometro (o sfigmometro, sfigmanometro  o sfigmoscopio, misuratore della pressione) è un apparecchio biomedicale usato per la misurazione della pressione arteriosa inventato alla fine dell'Ottocento, la cui unità di misura è il millimetro di mercurio (mmHg).

## Etimologia
Il nome deriva dalla combinazione tra il termine greco sphygmòs, pulsazione, polso e manometro (a sua volta composto dal greco manòs, rarefatto e métron, misura).

## Storia
Il primo apparecchio per la misurazione del polso fu il pulsilogio del medico Santorio Santorio, ma non ne è pervenuta una descrizione.
Nel Settecento Stephen Hales adottò uno sfigmoscopio, introducendo un tubo di vetro nella carotide di un cavallo. Accoppiando allo sfigmoscopio un manometro, Jean-Léonard-Marie Poiseuille inventò un emodinamometro.
Il chimico Pietro Pulli (1771-1842) inventò uno sfigmometro per misurare la frequenza e l'intensità del polso. Con lo stesso nome è nota un'invenzione del francese Jules Hérisson del 1837, seguita nel 1846 dal chimografo di Carl Ludwig. Karl von Vierordt fu il primo a inventare nel 1854 un apparecchio non intrusivo, lo sfigmografo, a cui altri apportarono molti miglioramenti.
Il primo sfigmomanometro fu inventato da Angelo Mosso nel 1876 e brevettato da Samuel Siegfried Karl Ritter von Basch nel 1881. Nel 1896 Scipione Riva Rocci ne introdusse una versione migliorata, dotata di bracciale e più facile da usare, che venne subito accreditata come modello base per la perizia evolutiva, sia dalla comunità scientifica che dai predecessori. Nikolaj Sergeevič Korotkov perfezionò la misurazione identificando dei suoni udibili a livello dell'arteria brachiale durante lo sgonfiamento del bracciale. Harvey Cushing conobbe questo strumento nel 1901 recandosi a Pavia per apprendere l'uso della sfigmomanometria clinica e la introdusse negli Stati Uniti, apportando un abbassamento della mortalità operatoria da anestesia.

## Funzionamento
Lo sfigmomanometro è in grado di rilevare la pressione arteriosa minima (diastolica) e quella massima (sistolica) con un meccanismo che varia a seconda del modello. Viste l'importanza del rilevamento della pressione arteriosa di un paziente e la diffusione delle malattie come l'ipertensione, la conoscenza dell'uso di questo strumento è fondamentale per assicurare la massima precisione. Sebbene gli sfigmomanometri manuali siano ancora diffusi, oramai i misuratori elettronici sono di gran lunga più comuni, in ambiti sia ospedaliero che domestico, limitatamente ai controlli di routine.

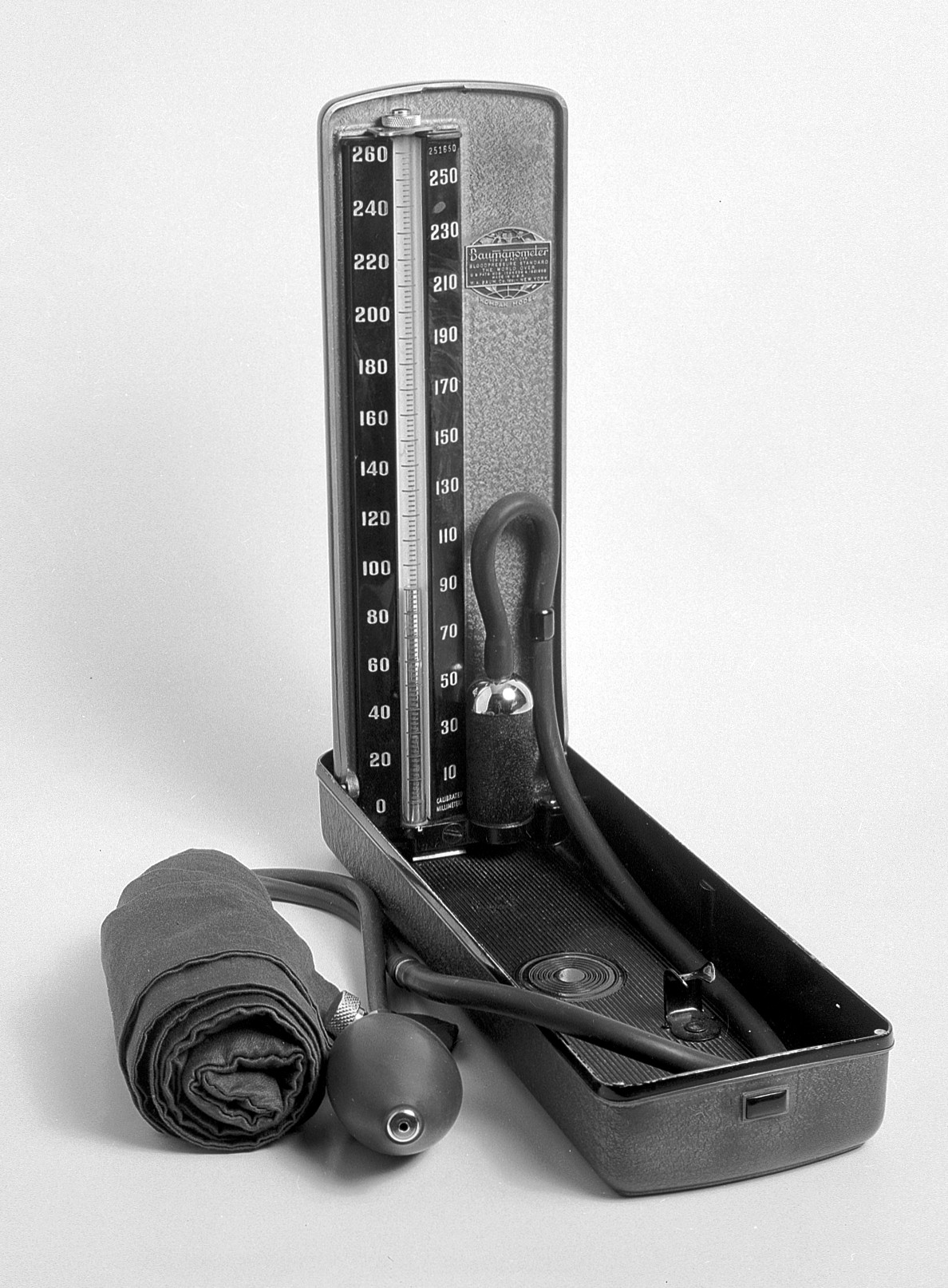
Sfigmomanometro a mercurio
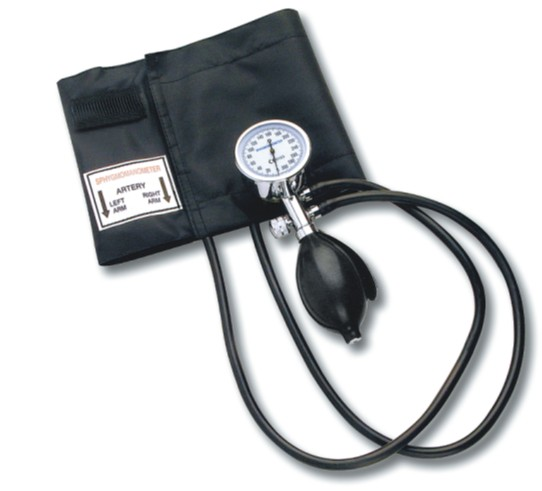
Sfigmomanometro aneroide
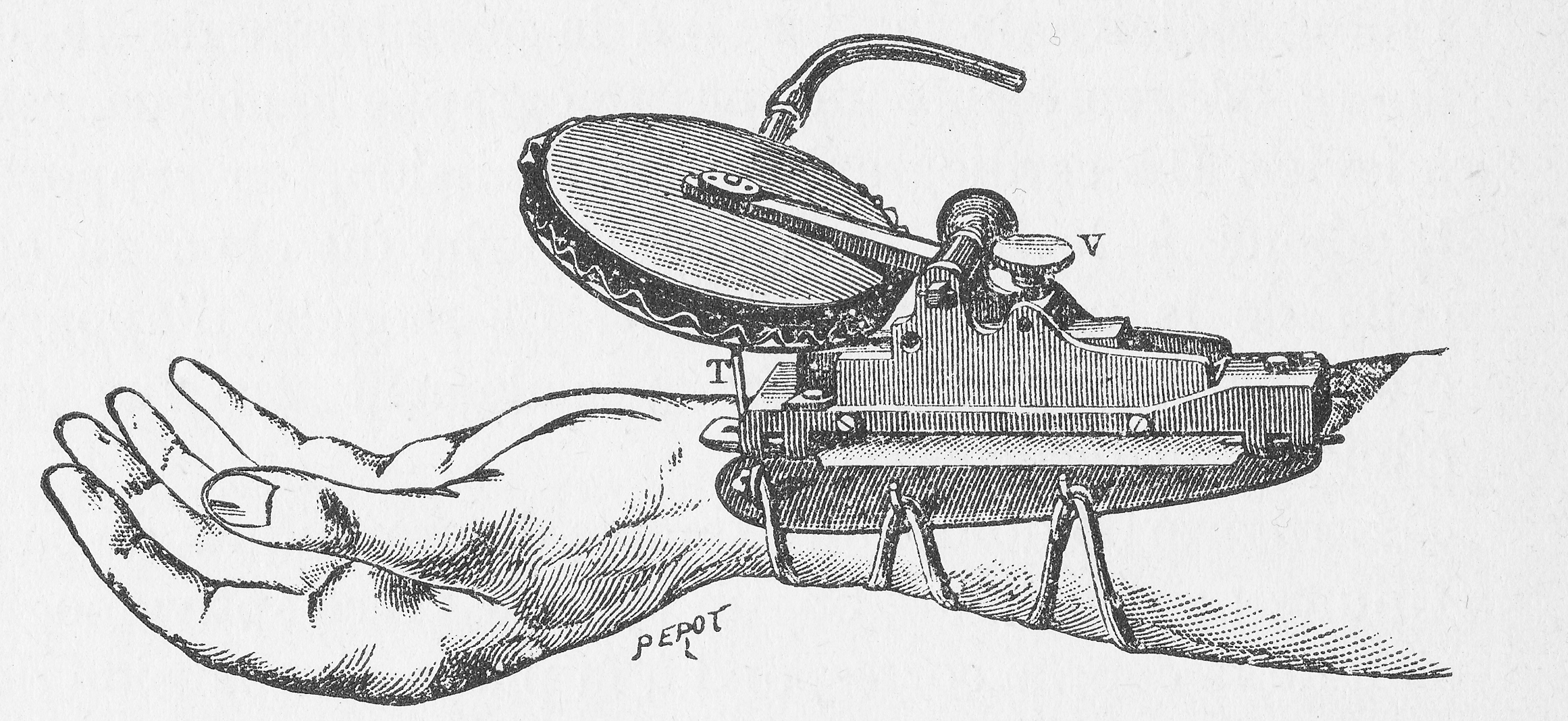
Sfigmografo di Marey (1860)
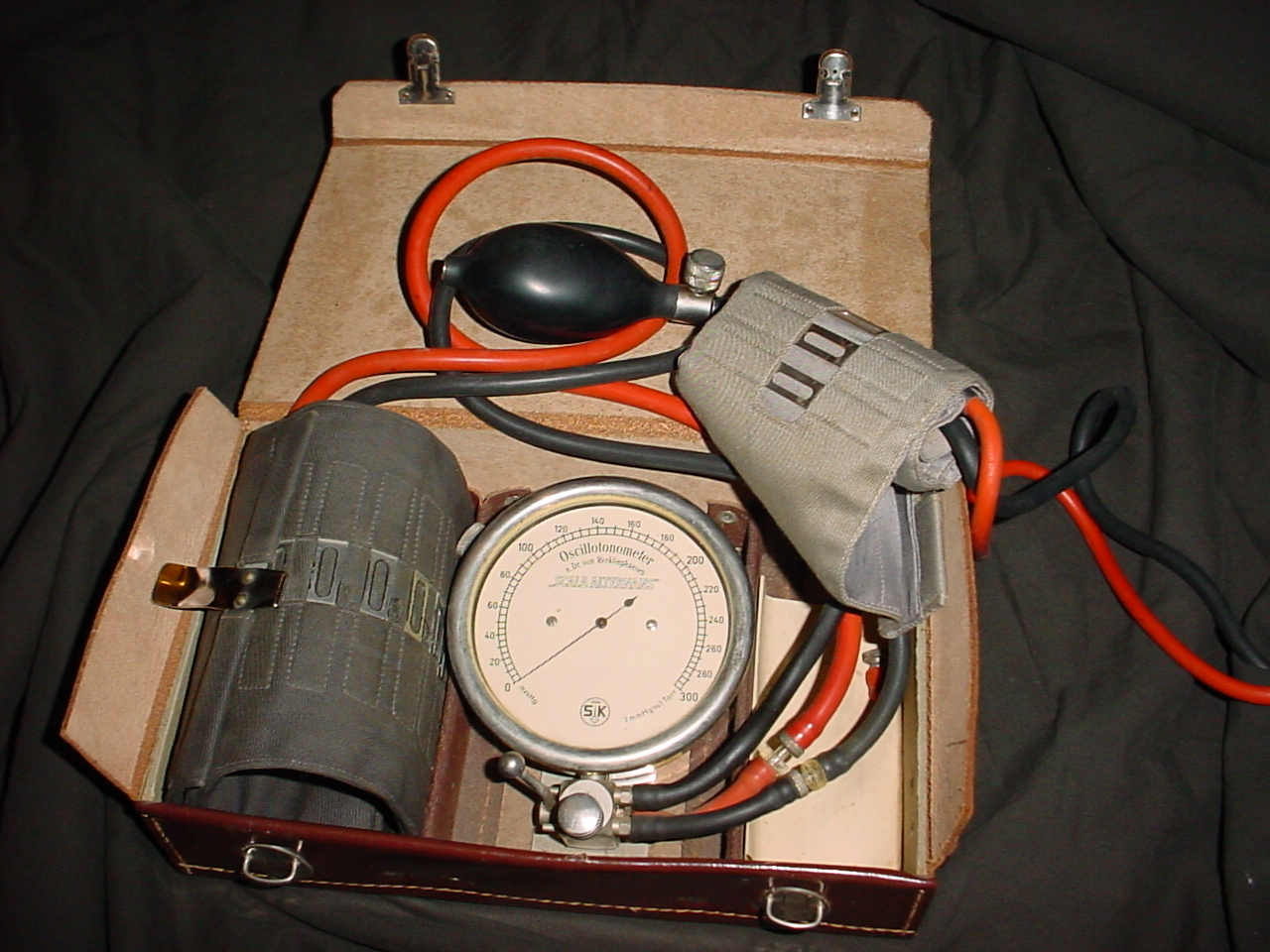
Oscillomanometro di Von Recklinghausen con bracciale per adulto e per bambino
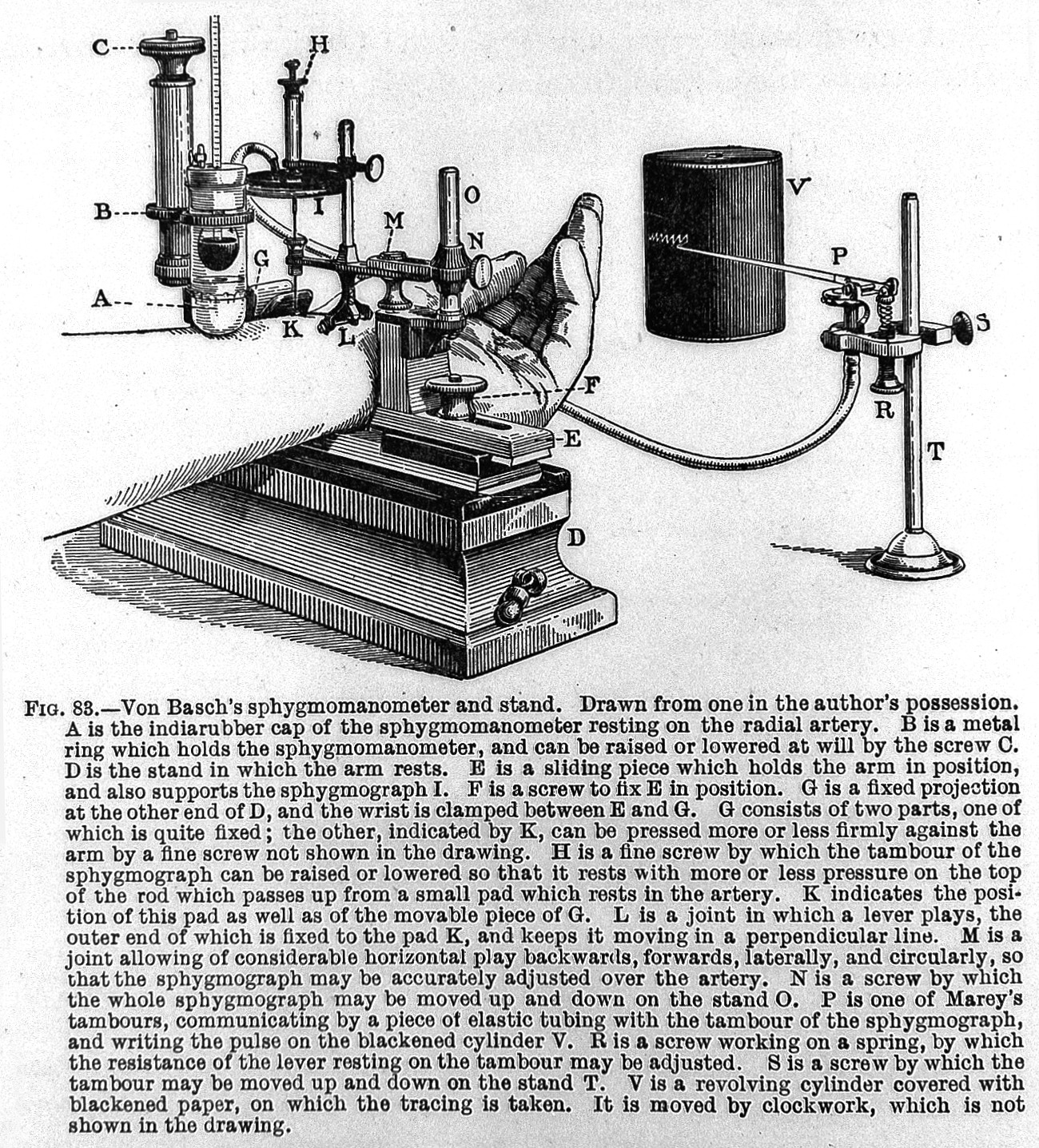
Il primo sfigmomanometro ideato da von Basch
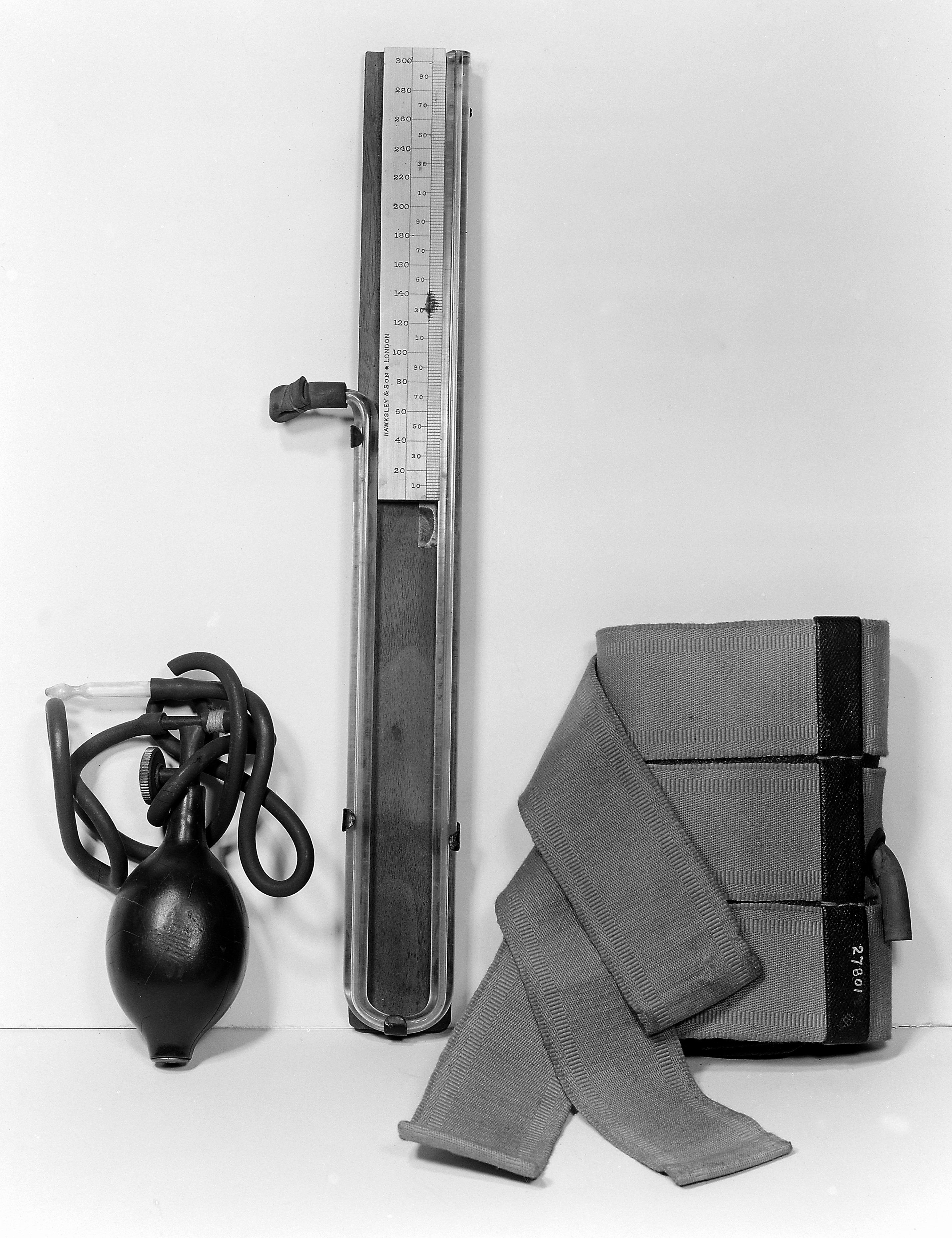
Sfigmomanometro con bracciale di Hawksley (1906 circa)
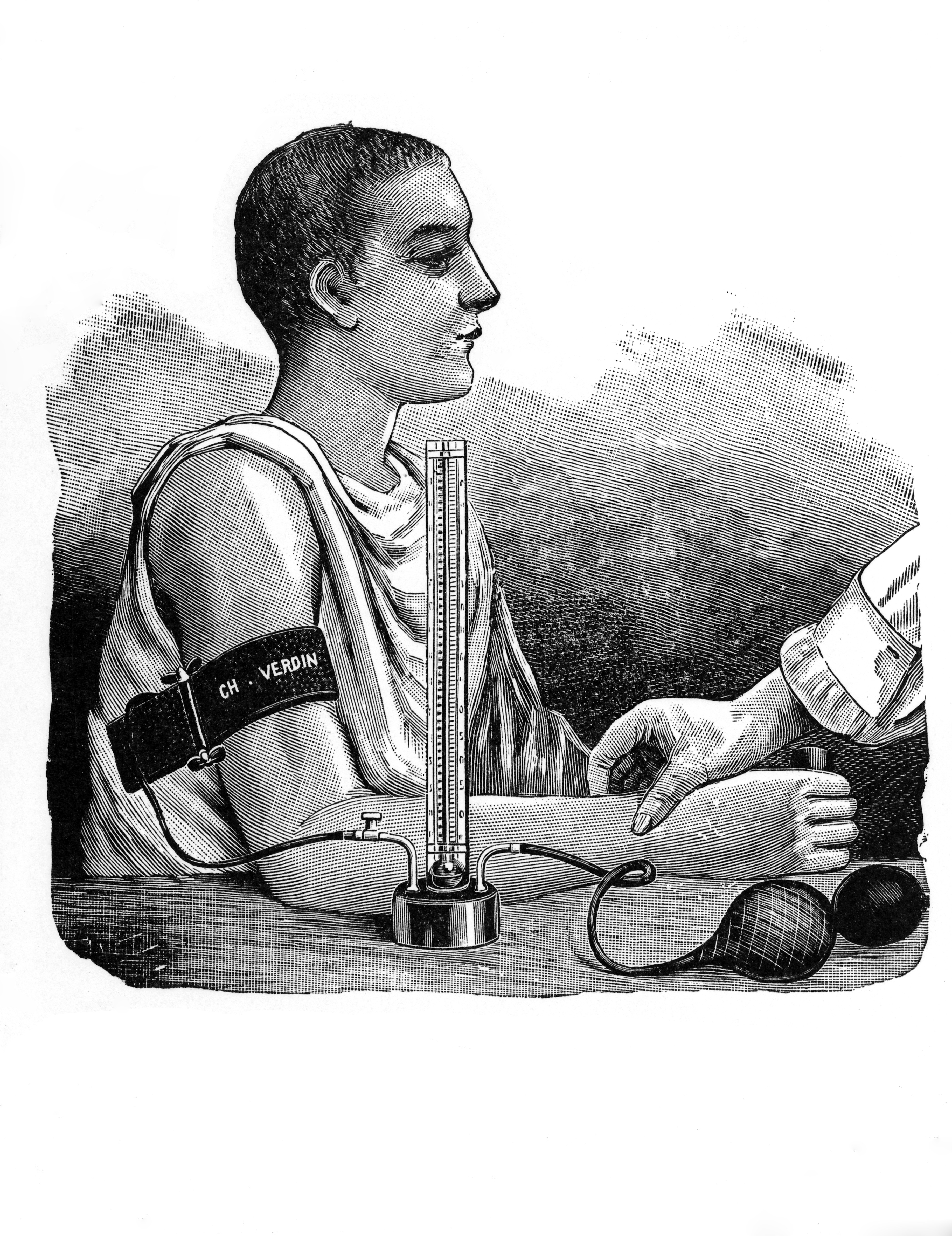
Sfigmomanometro di Riva Rocci
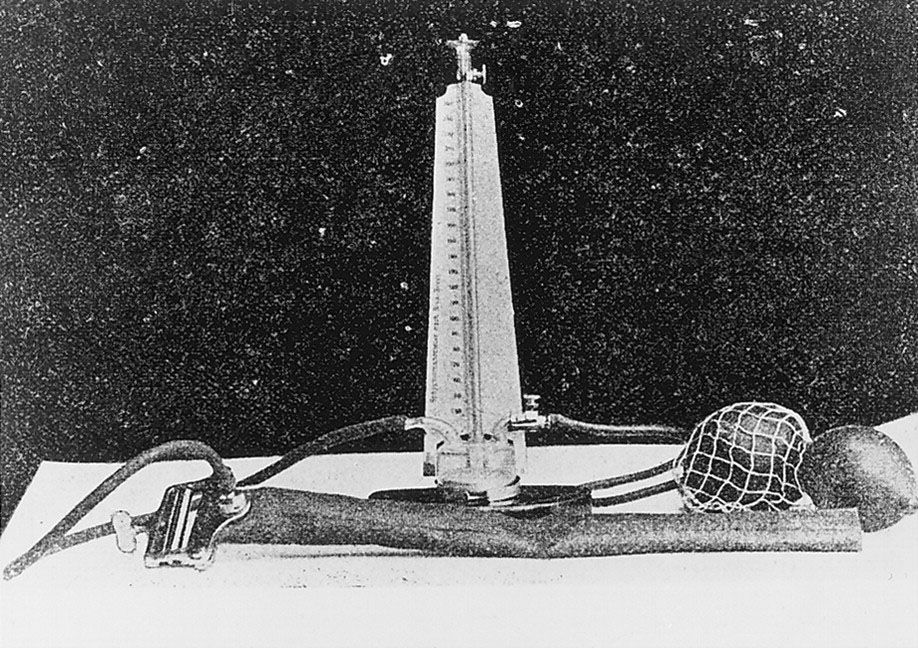
Sfigmomanometro usato da Korotkov nella sua attività, illustrazione tratta dalla sua dissertazione del 1910
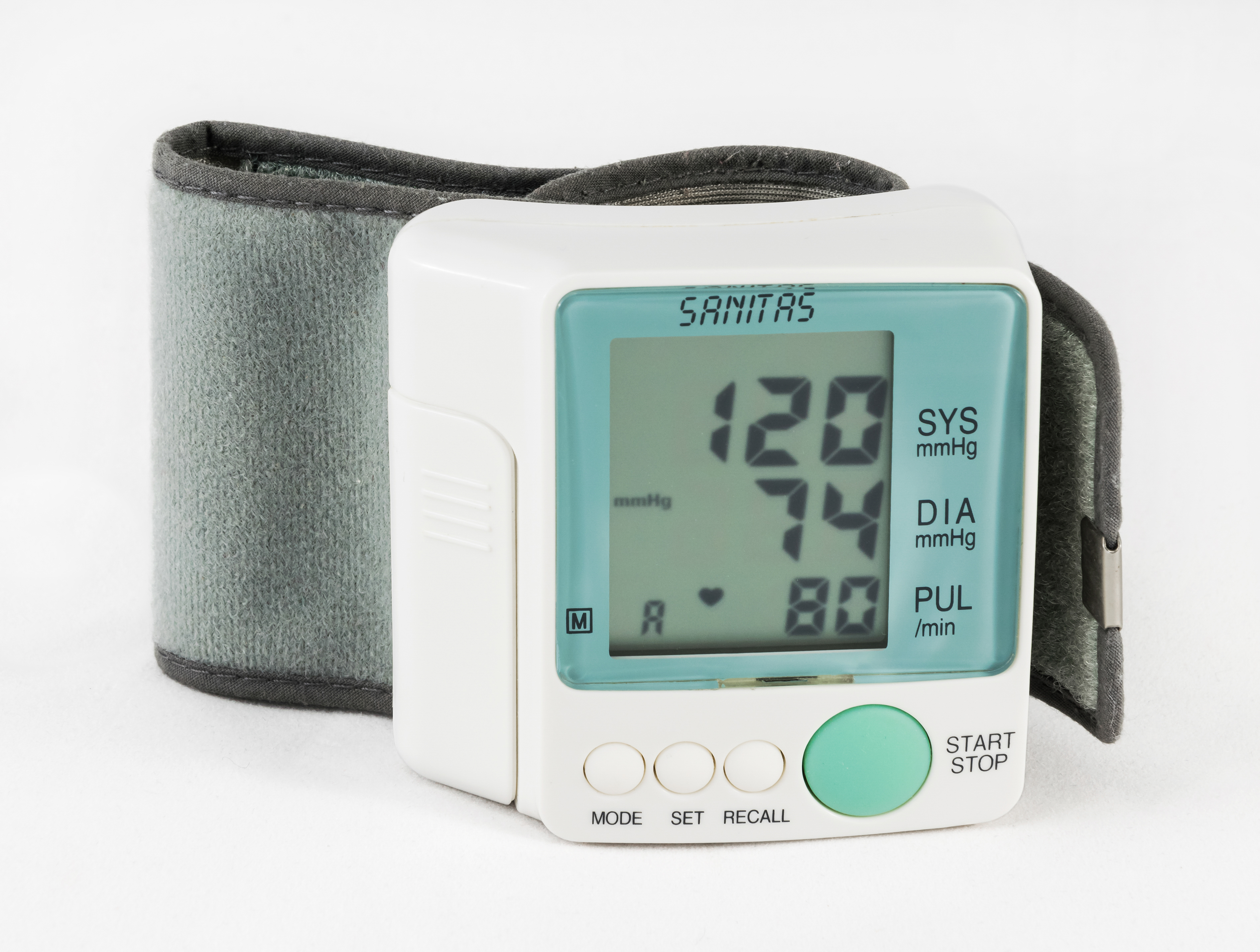
Moderno sfigmomanometro elettronico
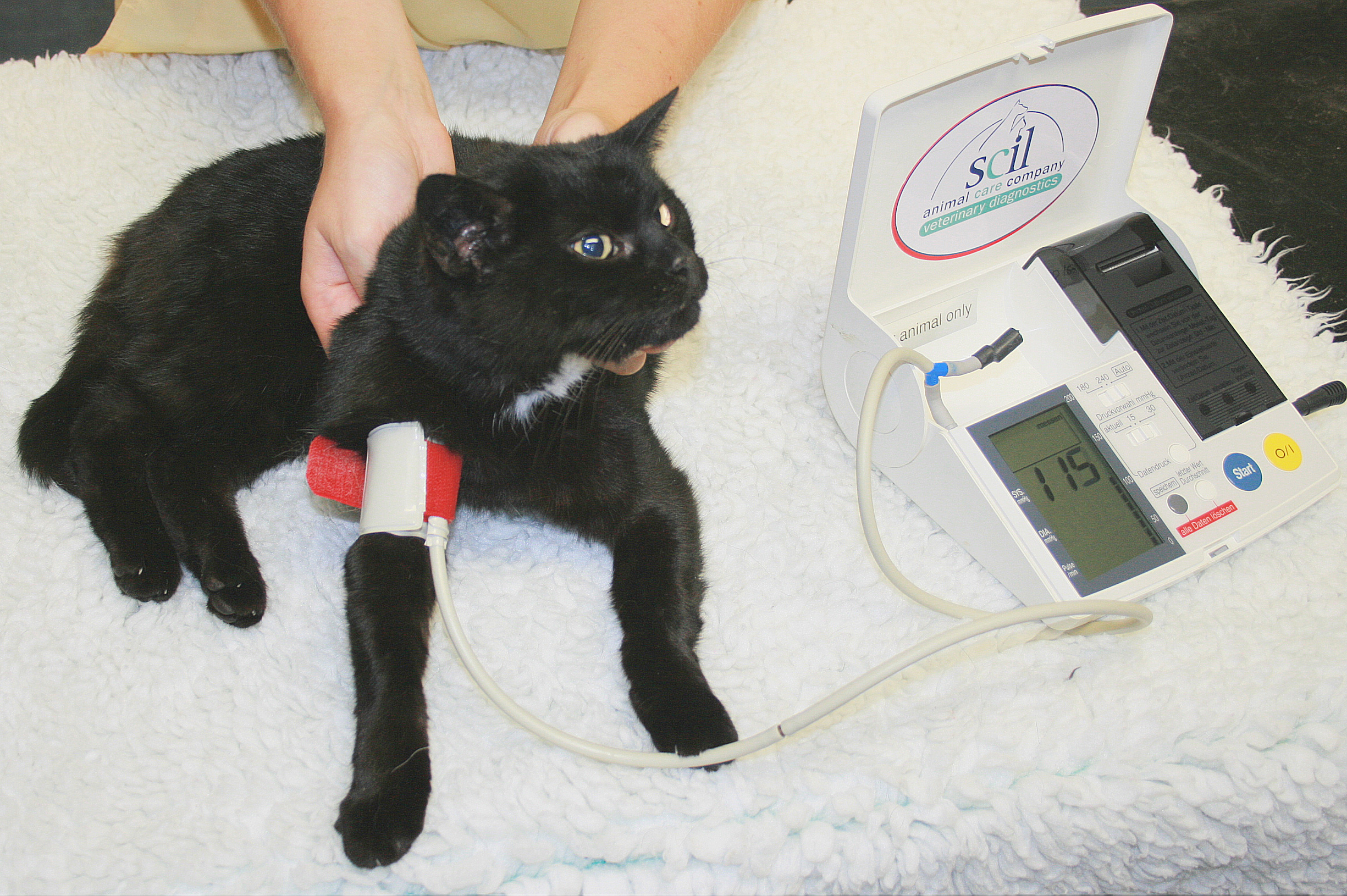
Misura della pressione arteriosa con metodo oscillometrico in veterinaria
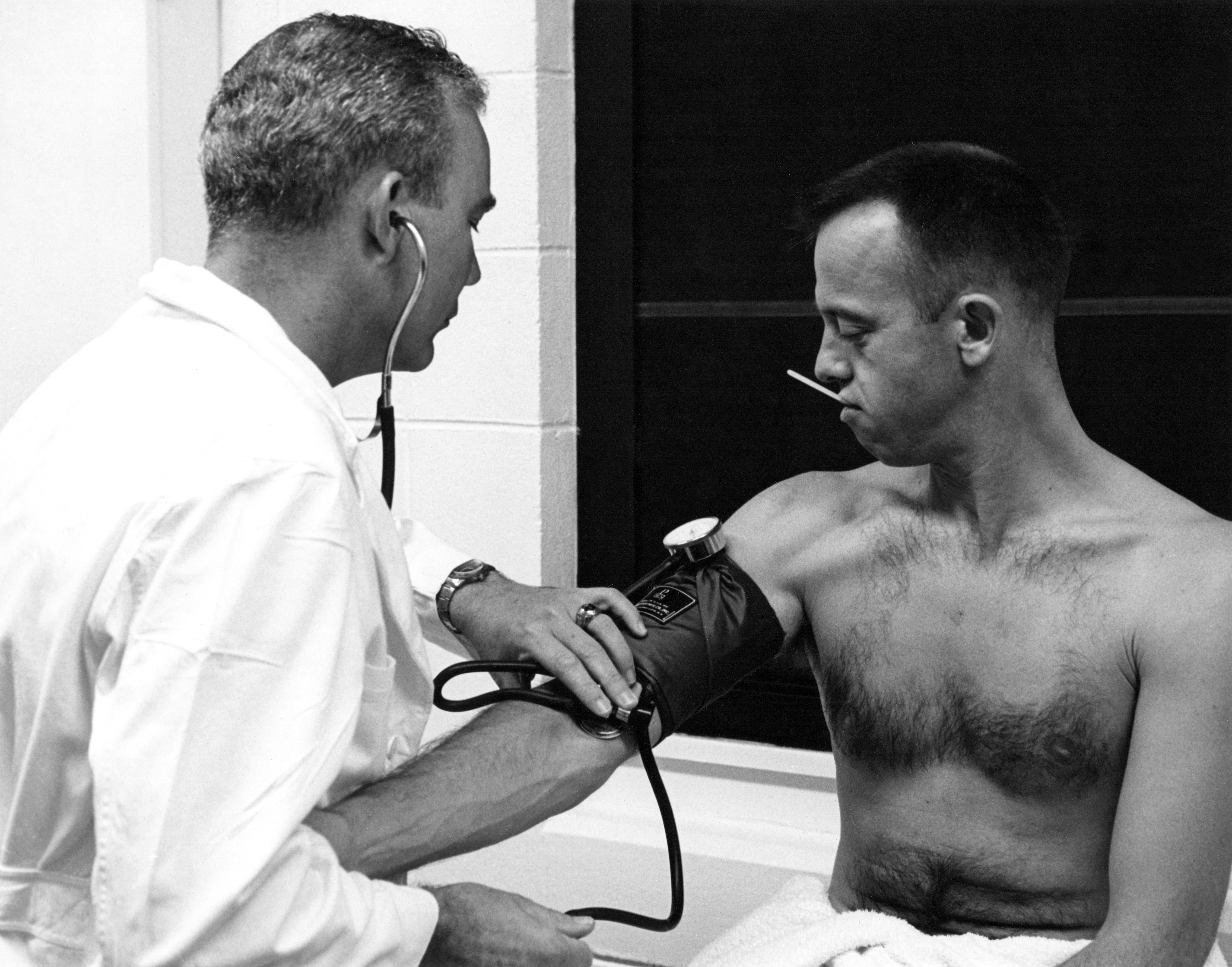
L'astronauta americano Alan Shepard durante la visita precedente il volo
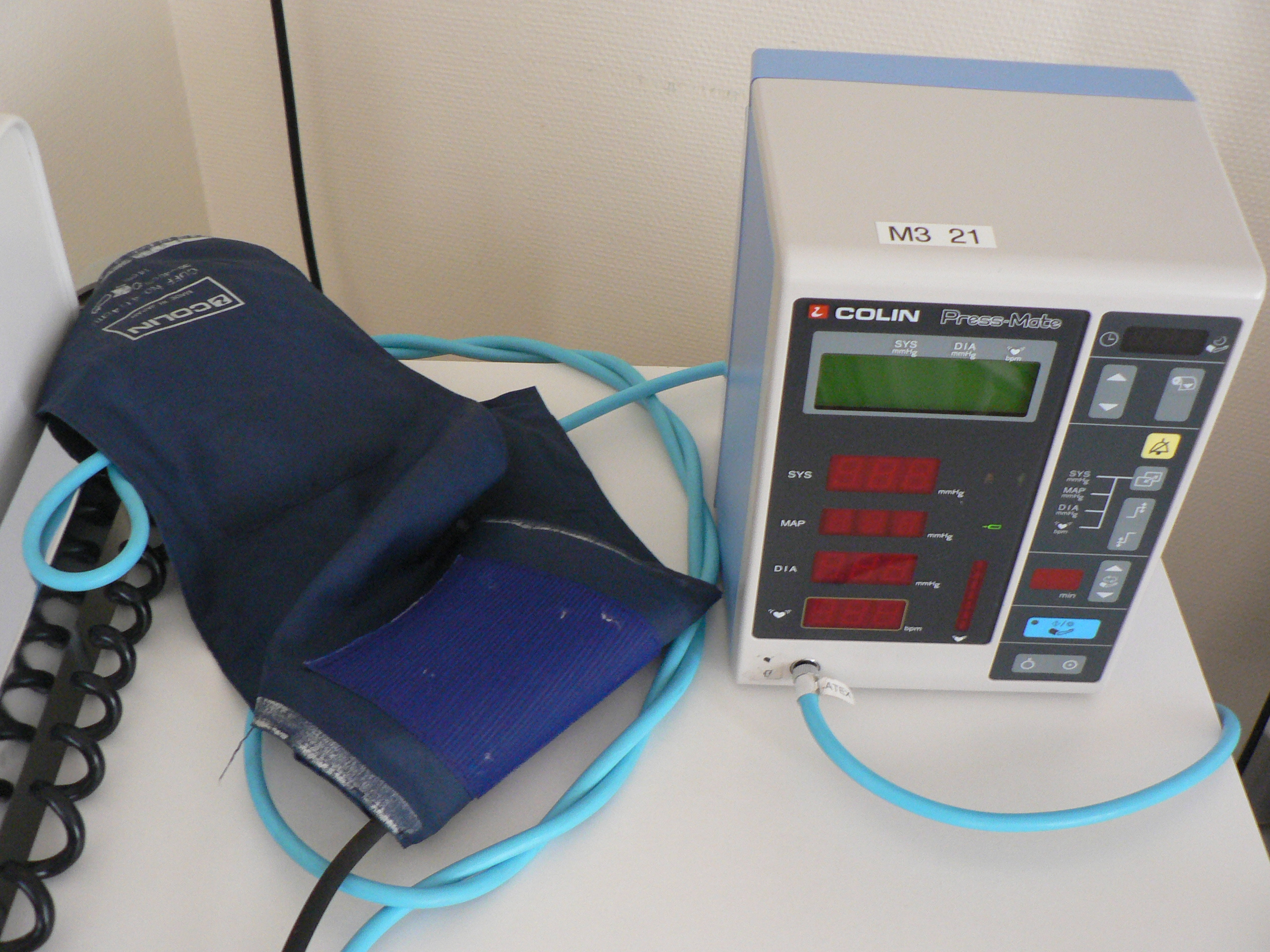
Apparecchio per il monitoraggio automatico della pressione arteriosa e altri parametri in Terapia Intensiva

### Misura manuale
Con i modelli manuali è necessaria l'auscultazione dell'arteria brachiale mediante lo stetoscopio; questa manovra non è invasiva ed è effettuabile anche da personale non sanitario.

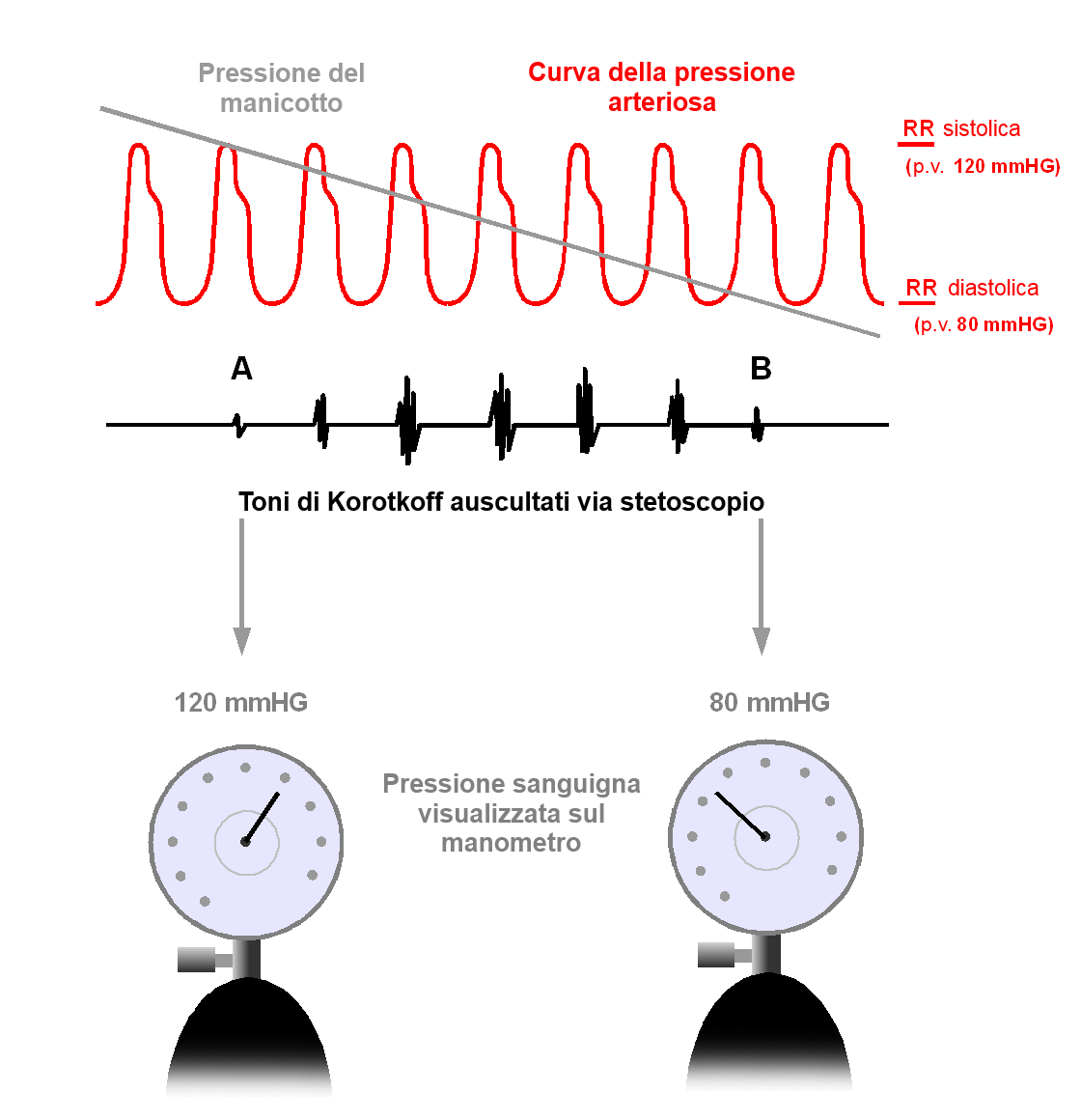
Grafico dei toni di Korotkov

Il procedimento è il seguente: un manicotto collegato ad un mantice viene legato intorno al braccio del paziente all'altezza del cuore, il che è di fondamentale importanza per evitare alterazioni nella misurazione date dallo scarico dovuto alla pressione idrostatica (infatti si cerca di annullare un'ipotetica altezza h dal cuore). Tra il manicotto e il braccio viene posto lo stetoscopio. Pompando aria all'interno del manicotto si crea sull'arteria brachiale una pressione decisamente superiore alla massima arteriosa (che è di 120 mmHg circa). Se si sentono rumori attraverso lo stetoscopio, significa che non è ancora stata oltrepassata la massima e quindi è necessario aumentare ulteriormente la pressione. Grazie ad un'apposita valvola posta sul corpo della pompetta, si è in grado di abbassare gradualmente la pressione sull'arteria fino a quando non si ausculta uno schiocco caratteristico; questo schiocco coincide con la pressione arteriosa sistolica, detta anche "massima", ed è determinato dalla ripresa del flusso del sangue che è perciò dotato della massima pressione. Lo schiocco assume poi il ritmo del battito cardiaco (rumori di Korotkòv); quando il rumore cessa totalmente, significa che ora sta circolando nuovamente nell'arteria brachiale anche il sangue alla pressione arteriosa diastolica, detta anche "minima". L'operatore legge sul manometro a quanti millimetri di mercurio corrispondono questi due "rumori" e può così determinare la pressione arteriosa del paziente. Generalmente durante la misurazione si tiene sotto controllo anche il polso radiale con l'indice e il medio della mano libera (l'altra tiene la pompetta). Tramite questa misura è però possibile determinare solo la massima e non la minima, perché al di sopra della massima scompaiono sia i rumori nello stetoscopio sia il polso radiale, mentre sotto la minima sono solamente i rumori a scomparire.

### Misurazione automatica con apparecchio elettronico
Gli strumenti di questo tipo effettuano calcoli basati su misurazioni oscillometriche, anziché sull'auscultazione brachiale. La relativa semplicità d'uso non richiede un particolare addestramento medico e questi apparecchi comuni tra le persone che hanno bisogno di un monitoraggio periodico della pressione. Esistono apparecchi elettronici per la misurazione automatica da braccio, da polso e da dito; tipicamente forniscono i valori della pressione sistolica, diastolica e del battito cardiaco.